# Alejandra de Paz González
Alejandra de Paz González, conocida deportivamente como Ale de Paz (Neda, España, 25 de mayo de 1995) es una jugadora española de fútbol sala. Juega de ala y su equipo actual es el Poio Pescamar de la Primera División de fútbol sala femenino de España.

## Trayectoria
Ha jugado en el A Fervenza, Valdetires Ferrol, equipo con el que debutó en primera división en la temporada 2013-14, dos años más tarde ficha por el Poio Pescamar y ya en la temporada 2019-20 ficha por el Burela, durante el tiempo que permanece en Burela consigue 11 títulos. En la temporada 2022-23 ficha por el Marín Futsal, donde solo permanece un año. En la siguiente temporada vuelve al Poio Pescamar.

## Selección nacional
En noviembre de 2019 fue convocada por la selección para jugar dos partidos amistosos contra Eslovenia. En junio de 2022 gana la Eurocopa con la selección. En marzo de 2023 vuelve a jugar la Eurocopa y otra vez vuelve a ganarla, siendo su segunda Eurocopa que consigue.

## Estadísticas

### Clubes
Actualizado al último partido jugado el 29 de junio de 2023.
| Club | Div.          | Temporada     | Liga  | Liga  | Liga       | Liga      | Copas nacionales(1) | Copas nacionales(1) | Copas nacionales(1) | Copas nacionales(1) | Torneos internacionales(2) | Torneos internacionales(2) | Torneos internacionales(2) | Torneos internacionales(2) | Total(3) | Total(3) | Total(3)   | Total(3)  |
| Club | Div.          | Temporada     | Part. | Goles | Amonestado | Expulsado | Part.               | Goles               | Amonestado          | Expulsado           | Part.                      | Goles                      | Amonestado                 | Expulsado                  | Part.    | Goles    | Amonestado | Expulsado |
| --- | ------------- | ------------- | ----- | ----- | ---------- | --------- | ------------------- | ------------------- | ------------------- | ------------------- | -------------------------- | -------------------------- | -------------------------- | -------------------------- | -------- | -------- | ---------- | --------- |
| A Fervenza · España |               |               |       |       |            |           |                     |                     |                     |                     |                            |                            |                            |                            |          |          |            |           |
| 2.ª |               |               |       |       |            |           |                     |                     |                     |                     |                            |                            |                            |                            |          |          |            |           |
| |               | -             | -     | -     | -          | -         | -                   | -                   | -                   | -                   | -                          | -                          |                            | -                          | -        | -        |            |           |
| Total club | Total club    | -             | -     | -     | -          | -         | -                   | -                   | -                   | -                   | -                          | -                          | -                          | -                          | -        | -        | -          |           |
| Valdetires Ferrol · España |               |               |       |       |            |           |                     |                     |                     |                     |                            |                            |                            |                            |          |          |            |           |
| 1.ª |               |               |       |       |            |           |                     |                     |                     |                     |                            |                            |                            |                            |          |          |            |           |
| 2013-14 | 28            | 13            | 2     | 0     | -          | -         | -                   | -                   | -                   | -                   | -                          | -                          | 28                         | 13                         | 2        | 0        |            |           |
| 2.ª |               |               |       |       |            |           |                     |                     |                     |                     |                            |                            |                            |                            |          |          |            |           |
| 2014-15 |               | -             | -     | -     | -          | -         | -                   | -                   | -                   | -                   | -                          | -                          |                            | -                          | -        | -        |            |           |
| Total club | Total club    | 28            | 13    | 2     | 0          | -         | -                   | -                   | -                   | -                   | -                          | -                          | -                          | 28                         | 13       | 2        | 0          |           |
| Poio Pescamar FS · España |               |               |       |       |            |           |                     |                     |                     |                     |                            |                            |                            |                            |          |          |            |           |
| 1.ª |               |               |       |       |            |           |                     |                     |                     |                     |                            |                            |                            |                            |          |          |            |           |
| 2015-16 | 29            | 4             | 4     | 0     | -          | -         | -                   | -                   | -                   | -                   | -                          | -                          | 29                         | 4                          | 4        | 0        |            |           |
| 2016-17 | 30            | 17            | 2     | 0     | 1          | 0         | 0                   | 0                   | -                   | -                   | -                          | -                          | 31                         | 17                         | 2        | 0        |            |           |
| 2017-18 | 26            | 12            | 0     | 0     | 1          | 0         | 0                   | 0                   | -                   | -                   | -                          | -                          | 27                         | 12                         | 0        | 0        |            |           |
| 2018-19 | 29            | 10            | 2     | 0     | 1          | 0         | 0                   | 0                   | -                   | -                   | -                          | -                          | 30                         | 10                         | 2        | 0        |            |           |
| Total club | Total club    | 114           | 43    | 8     | 0          | 3         | 0                   | 0                   | 0                   | -                   | -                          | -                          | -                          | 117                        | 43       | 8        | 0          |           |
| CD Burela FS · España |               |               |       |       |            |           |                     |                     |                     |                     |                            |                            |                            |                            |          |          |            |           |
| 1.ª |               |               |       |       |            |           |                     |                     |                     |                     |                            |                            |                            |                            |          |          |            |           |
| 2019-20 | 22            | 12            | 4     | 0     | 3          | 2         | 0                   | 0                   | 2                   | 2                   | -                          | -                          | 27                         | 16                         | 4        | 0        |            |           |
| 2020-21 | 25            | 17            | 4     | 0     | 7          | 3         | 0                   | 0                   | -                   | -                   | -                          | -                          | 32                         | 20                         | 4        | 0        |            |           |
| 2021-22 | 31            | 24            | 4     | 0     | 6          | 1         | 1                   | 0                   | -                   | -                   | -                          | -                          | 37                         | 25                         | 5        | 0        |            |           |
| Total club | Total club    | 78            | 53    | 12    | 0          | 16        | 6                   | 1                   | 0                   | 2                   | 2                          | -                          | -                          | 96                         | 61       | 13       | 0          |           |
| Marín Futsal · España |               |               |       |       |            |           |                     |                     |                     |                     |                            |                            |                            |                            |          |          |            |           |
| 2.ª |               |               |       |       |            |           |                     |                     |                     |                     |                            |                            |                            |                            |          |          |            |           |
| 2022-23 | 28            | 11            | 8     | 0     | 3          | 1         | 0                   | 0                   | -                   | -                   | -                          | -                          | 31                         | 12                         | 8        | 0        |            |           |
| Total club | Total club    | 28            | 11    | 8     | 0          | 3         | 1                   | 0                   | 0                   | -                   | -                          | -                          | -                          | 31                         | 12       | 8        | 0          |           |
| Total carrera | Total carrera | Total carrera | 248   | 120   | 30         | 0         | 22                  | 7                   | 1                   | 0                   | 2                          | 2                          | -                          | -                          | 272      | 129      | 31         | 0         |
| (1) Incluye datos de Copa / Supercopa. (2) Incluye datos de Campeonato de Europa de Clubes, Recopa y Copa Intercontinental. (3) No incluye datos de partidos amistosos. |               |               |       |       |            |           |                     |                     |                     |                     |                            |                            |                            |                            |          |          |            |           |

## Palmarés y distinciones
- Eurocopa:

 2022
 2023
- Liga española: 2

2019-20 y 2020-21.
- Copa de la Reina: 3

2020, 2021 y 2022.
- Supercopa de España: 3

2019, 2020 y 2021
- Campeonato de Europa de Clubes de fútbol sala femenino: 1

2021
- Recopa: 1

2019